# Гольтерман, Георг
Георг Эдуард Гольтерман (нем. Georg Eduard Goltermann; 19 августа 1824 года, Ганновер — 29 декабря 1898 года, Франкфурт-на-Майне) — немецкий виолончелист, композитор и дирижёр.

## Биография
Учился сперва у своего отца, органиста Генриха Фридриха Гольтермана, затем у Августа Христиана Прелля и наконец в 1847—1849 гг. в Мюнхене у Йозефа Ментера. Кроме того, он изучал композицию под руководством Игнаца Лахнера. В 1850—1852 гг. концертировал как солист, одновременно выступив с первыми композициями (в 1851 г. в Лейпциге была исполнена его симфония). В 1852 г. получил должность капельмейстера в Вюрцбурге, а с 1853 г. и до конца жизни работал дирижёром во Франкфуртском городском театре, в 1874 г. занял пост музыкального руководителя.
Из сочинений Гольтермана наибольшей известностью пользовались произведения для виолончели — прежде всего, восемь концертов, особенно первый Op. 14 (медленная часть которого, Кантилена, игралась и отдельно — в молодости её записал Пабло Казальс) и наиболее лёгкий четвёртый. Некоторые небольшие пьесы Гольтермана до сих пор входят в педагогический репертуар. Кроме того, Гольтерману принадлежит ряд аранжировок — в частности, им был выпущен сборник пьес Эдварда Грига в переложении для виолончели и фортепиано.

## Произведения
Концерт N1 ля минор для виолончели с оркестром. Оп.14. Соло для виолончели, редакция Лео Шульц
Концерт N1 ля минор для виолончели с оркестром. Оп.14
Концерт N2 ре минор для виолончели с оркестром. Оп.30
Концерт N3 си-бемоль минор для виолончели с оркестром. Оп.51
Концерт N4 для виолончели с оркестром. Оп.65
Концерт N5 ре минор для виолончели с оркестром. Оп.76. Клавир
Концерт N5 ре минор для виолончели с оркестром. Оп.76. Партия виолончели